# Вошингтон Воро (Пенсилванија)
Вошингтон Воро (енгл. Washington Boro) насељено је место без административног статуса у америчкој савезној држави Пенсилванија.

## Демографија
По попису из 2010. године број становника је 729.
| Група             | 2000.    | 2010.       |
| Белци             | 0 (0,0%) | 712 (97,7%) |
| Афроамериканци    | 0 (0,0%) | 2 (0,3%)    |
| Азијати           | 0 (0,0%) | 3 (0,4%)    |
| Хиспаноамериканци | 0 (0,0%) | 10 (1,4%)   |
| Укупно            | 0        | 729         |